# Барбизонская школа
Барбизонская школа (фр. École de Barbizon) — группа французских живописцев-пейзажистов, работавших в середине XIX века в селении Барбизон в лесу Фонтенбло. Название «школа» условно, поскольку не все «барбизонцы» постоянно работали в Барбизоне, и их творчество было разнообразным, но их объединяло общее отношение к обновлению пейзажной живописи, связанное с работой непосредственно «на натуре», на пленэре.

## История
Барбизонцев вдохновляла красота окружающей природы. Первым в Барбизоне в 1836 году поселился Теодор Руссо. За ним — Нарcис Диас де ла Пенья, Констан Тройон. Художники школы опирались на традиции, заложенные голландскими пейзажистами «панорамного стиля»: Якобом ван Рёйсдалем, Яном ван Гойеном, Мейндертом Хоббемой и французскими пейзажистами-романистами: Никола Пуссеном и Клодом Лорреном. Их непосредственными предшественниками были Поль Юэ и английский пейзажист Ричард Паркс Бонингтон. Влияние на творчество барбизонцев оказывали также их современники, не принадлежавшие группе, — Камиль Коро, Гюстав Курбе и Эжен Делакруа.
Первые работы Теодора Руссо, Жюля Дюпре и Нарcисa Диасa де ла Пенья были выставлены в Парижском Салоне 1831 года, сразу после Июльской революции 1830 года, но основное внимание публики тогда привлекла картина Делакруа «Свобода, ведущая народ». В 1833 году Руссо показал в салоне своё программное произведение «Окрестности Гранвиля» (Эрмитаж). Его высоко оценил Дюпре, и с этого времени начинается их дружба, положившая начало формированию школы.

## Художественная концепция и стиль

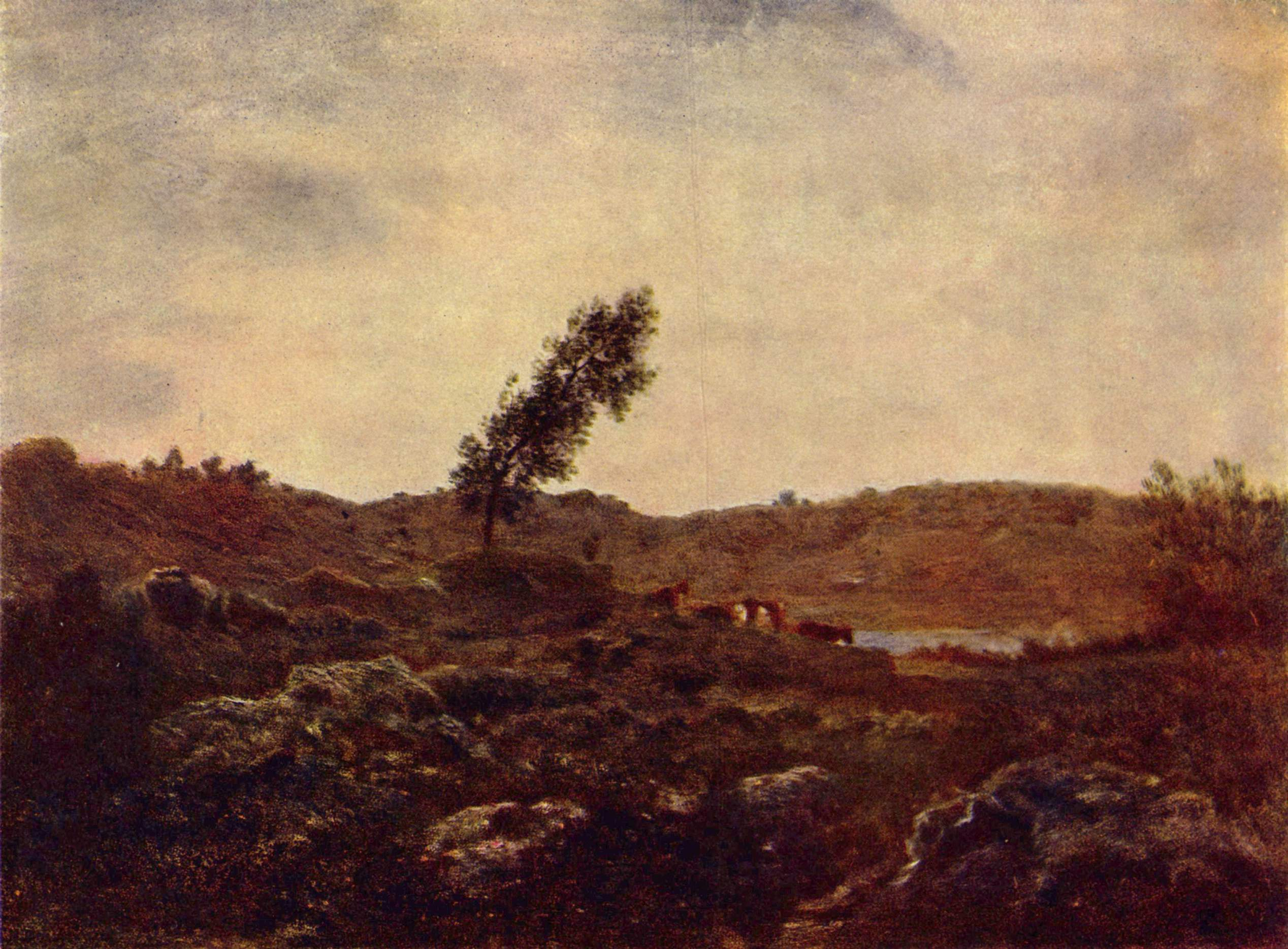
Т. Руссо. Вид на Барбизон. 1850. Холст, масло. Музей изобразительных искусств им. А. С. Пушкина, Москва

Начало девятнадцатого века во французском искусстве было отмечено противостоянием художников классицизма и романтизма. В отношении пейзажа академическая традиция признавала его, в основном, в качестве фона, на котором действуют мифологические персонажи. Романтики стремились идеализировать пейзаж. Барбизонцы решили писать пейзаж таким, как он есть, без прикрас и идеализации, в том числе с обыденными мотивами и образами простых людей, занятых сельским трудом. «Эти замечательные живописцы создали национальный реалистический пейзаж, что имело огромное значение в развитии не только французского искусства, но и других национальных школ, вставших в XIX веке на путь реализма».
Художники-барбизонцы взамен вневременного и наднационального классицистического пейзажа «в римском стиле» с руинами и аллегорическими фигурами «сделали предметом своего творчества простой, обыденный пейзаж средней полосы Франции. Это было ново и необычно для того времени».
Историческое значение барбизонцев заключается в подготовке импрессионизма. Характерным приёмом художников барбизонской школы, предвосхитившим импрессионизм, было создание этюда на пленэре. Правда они ещё только «ходили на мотив» с последующим завершением картины в ателье.

## Руссо

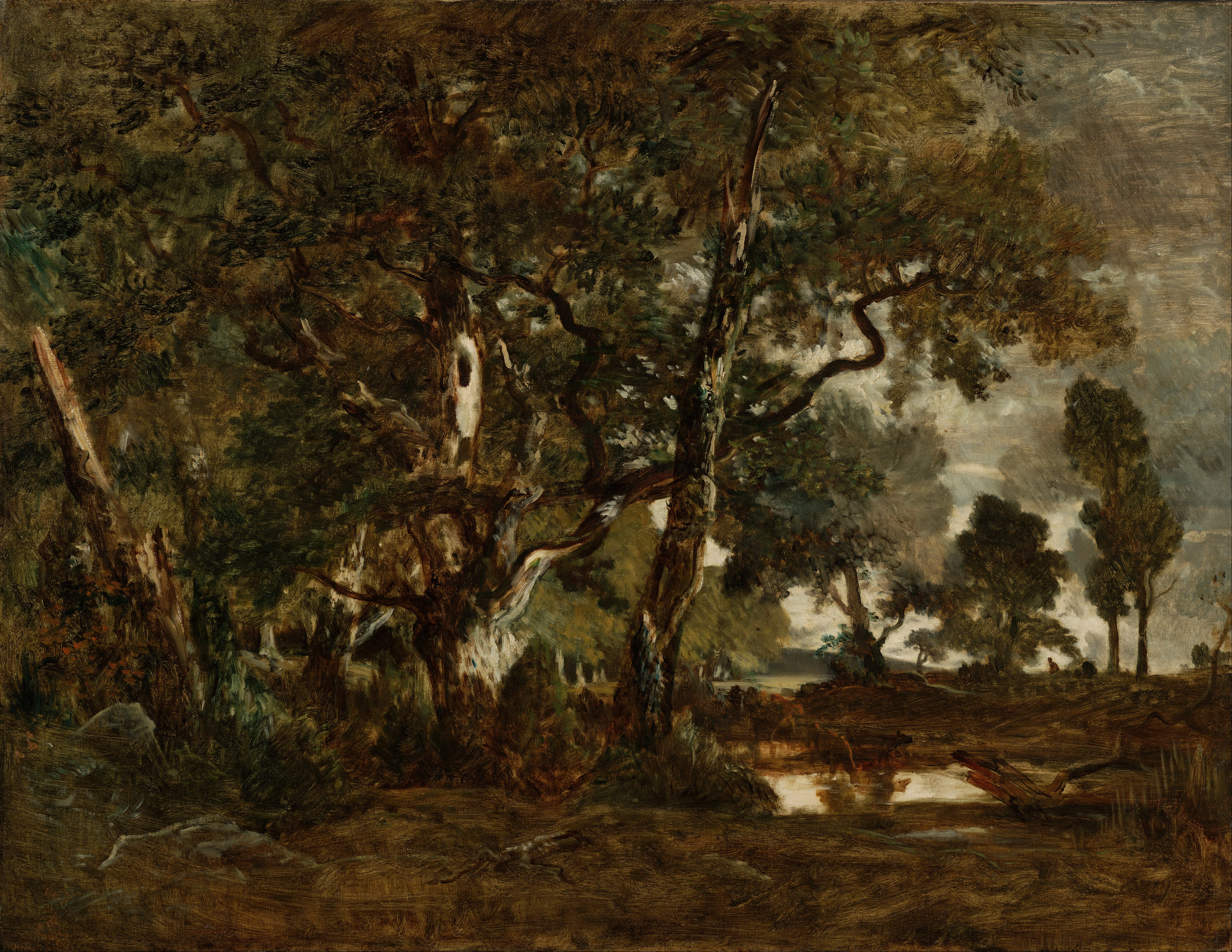
Т. Руссо. Лес Фонтенбло. Между 1849 и 1855. Холст, масло. Центр Гетти, Лос-Анджелес

Основателем и вдохновителем школы был Пьер-Этьен-Теодор Руссо (1812—1867). Впервые в лес Фонтенбло для написания этюдов он приехал в 1828—1829 годах. Затем два года он провёл в Нормандии, где писал свои первые картины («Рынок в Нормандии», Эрмитаж). После этого он пять лет путешествовал по Франции, был и в Барбизоне и в Вандее («Каштановая аллея», 1837—1842, Лувр). Руссо порой заезжал в отдалённые места, мало привлекавшие других художников («Болото в Ландах» 1853, Лувр). Накануне революции 1848 года после неудачной попытки женитьбы на племяннице Жорж Санд Руссо, по совету своего друга критика Торе, поселился вместе с ним в Барбизоне в крестьянском доме. Там он создал свои главные произведения, и там постепенно собрался кружок его друзей. В 1848 году он получил государственный заказ и в 1850 закончил картину «Опушка леса в Фонтенбло, заходящее солнце» (Лувр). В 1852 написал «Дубы Апремона» (Лувр). В Парижский салон Руссо не принимали тринадцать лет подряд, начиная с 1835 года, когда был отвергнут «Спуск коров с высокогорных пастбищ Юры» (Гаага). Но Всемирная выставка 1855 года приносит ему успех и золотую медаль. В салоне 1866 года он был членом жюри, а на Всемирной выставке1867 года он стал уже председателем жюри. Однако в 1863 году он заболел воспалением лёгких, и в 1867 году умер в Барбизоне от остановки сердца.

## Дюпре

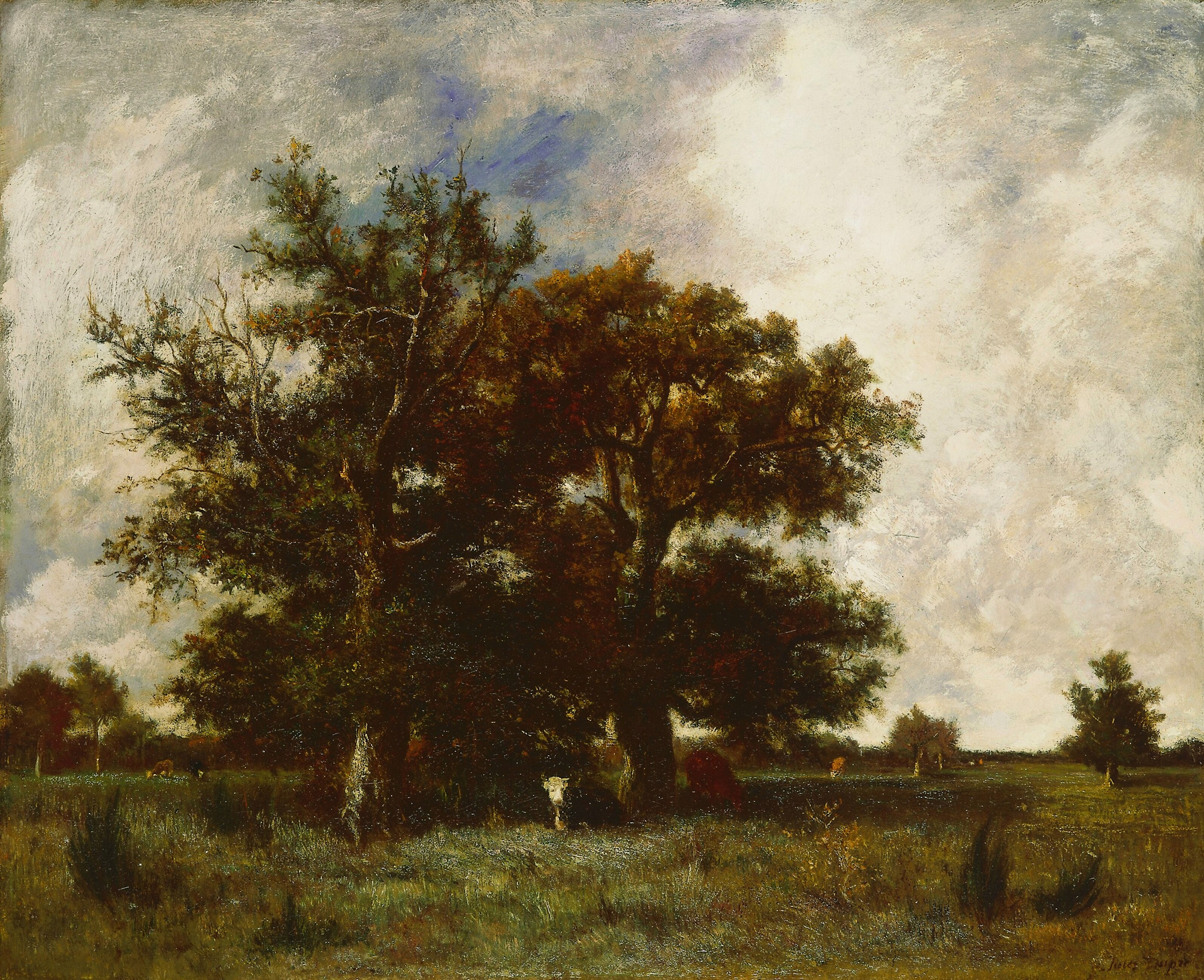
Ж. Дюпре. Дубы в Фонтенбло. Ок. 1840. Холст, масло. Институт искусств, Миннеаполис, США

Наиболее близким по творческим установкам к Руссо был Жюль Дюпре (1811—1889). На его творчество повлияла поездка в Англию и знакомство с пейзажами Джона Констебла, а также дружба с Николя-Луи Каба. После знакомства с Руссо в его творчестве усилились реалистические тенденции, и Дюпре перестали принимать в Парижский салон. Вместе с Руссо вплоть до 1849 года они часто работали вместе не только в Барбизоне, но и в различных местах Франции, сохраняя при этом каждый свою творческую индивидуальность. В 1849 году Дюпре получил орден Почётного легиона, а Руссо нет, что стало причиной ссоры, положившей конец совместной работе. В 40—50-е годы Дюпре создал свои главные произведения: «Деревенский пейзаж» (1840—1844; Эрмитаж), «Вечер» (1840-е; ГМИИ), «Ланды» (1845—1850; Лувр), «Старый дуб» (1845—1850; Мериленд), «Дубы у пруда» (1850—1855; д’Орсе). С 1852 по 1867 годы он не посылал свои картины в Парижский салон. Начиная с 1868 года, Дюпре каждое лето уезжал в Кайё-сюр-Мер и писал там морские пейзажи («Морской отлив в Нормандии», 1870-е; ГМИИ).

## Диас

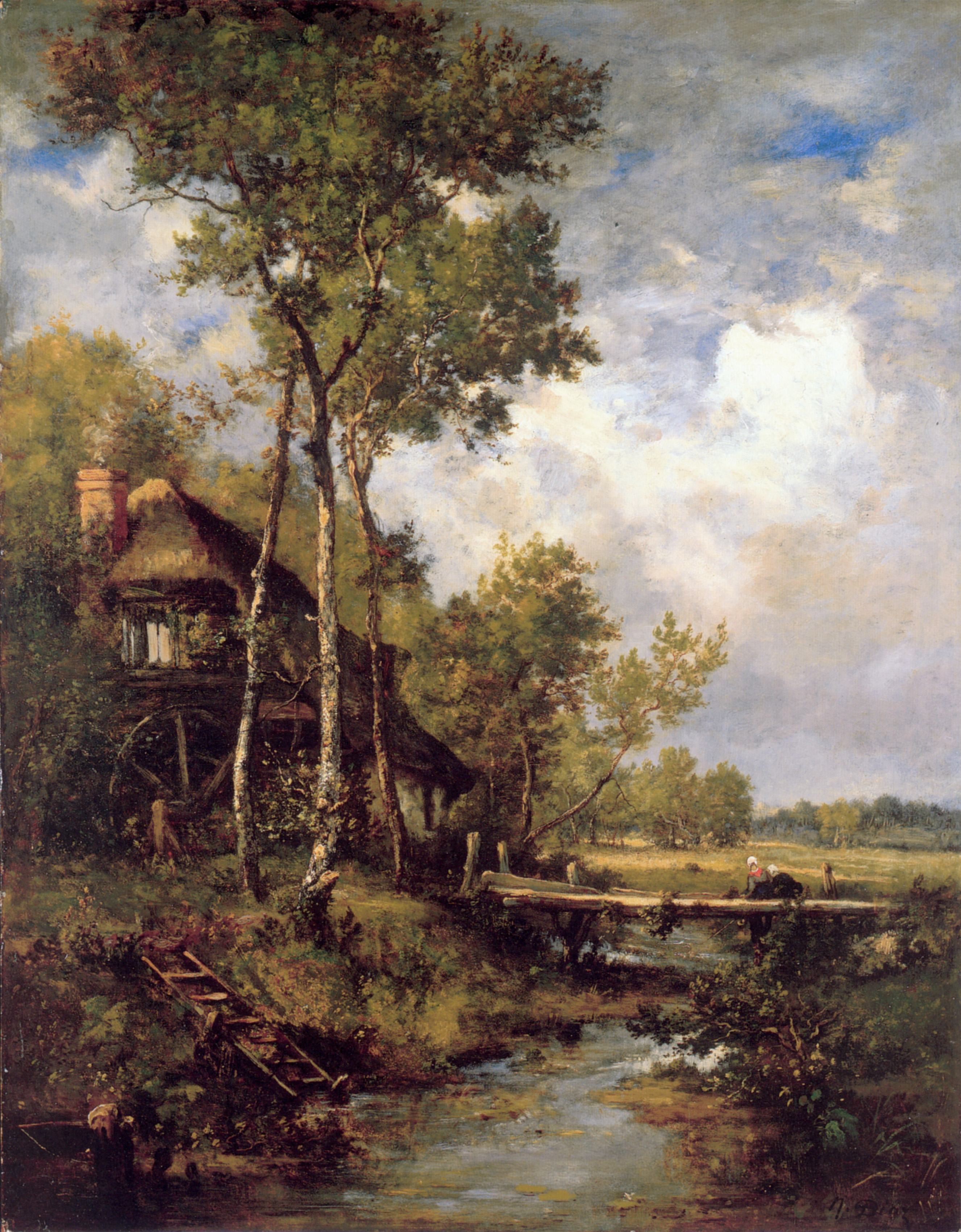
Нарсис Диас де ла Пенья. Старая мельница около Барбизона. Холст, масло. Центр искусств Реневал, Нью-Джерси, США

Нарсис Виржиль Диас де ла Пенья (1807—1876) не сразу нашёл свой путь в жанре реалистического пейзажа. Его знакомство с Теодором Руссо в качестве наставника относится ко второй половине его жизни. Сначала он увлекался идеями романтизма, его любимым итальянским художником был Корреджо. Начиная с Парижского салона 1844 года, картины Диаса пользовались успехом, но это были, в основном, картины с экзотическими мотивами: изображениями восточных женщин, цыган, мифических персонажей и обнажённых нимф. После того как он начал работать совместно с Руссо в окрестностях Фонтенбло, стиль его живописи изменился. Им созданы пейзажи: «Лесная дорога» (1850-е, Эрмитаж), «Пейзаж с сосной» (1864; Эрмитаж), «Дорога через лес» (1865—70, Музей Орсе), «Возвышенность в Жан-де-Пари» (1867, Музей Орсе), «Лес в Фонтенбло» (1867, Бордо), «Опушка леса» (1871, Музей Орсе), «Осень в Фонтенбло» (1872, ГМИИ), «Старая мельница около Барбизона» (частная коллекция).

## Милле

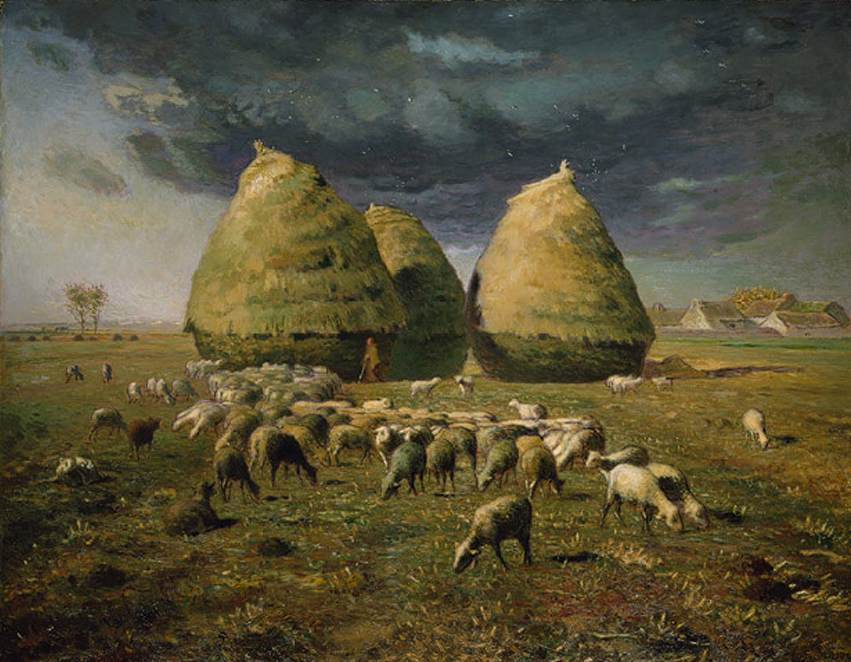
Ж.-Ф. Милле. Стога: осень. Ок. 1874. Холст, масло. Метрополитен-музей, Нью-Йорк

Жан-Франсуа Милле (1814—1875), в противоположность остальным барбизонцам, вышел из деревенской среды, он был сыном крестьянина. В начале карьеры был увлечён творчеством Микеланджело и Никола Пуссена. Большое влияние на него оказал живописец Шарль-Эмиль Жак. Первую картину на «крестьянский» сюжет Милле создал в 1848 году. В 1849 году он приехал вместе с Жаком в Барбизон, где подружился с Руссо и стал постоянным жителем Барбизона, где позднее и скончался. В картинах «Сеятель» (1850, Бостон), «Собирательницы хвороста» (1850-е, ГМИИ), «Собирательницы колосьев» (1857; Музей Орсе) и других он изобразил деревенские пейзажи с крестьянами, занятыми своим обычным трудом. В картинах «Анжелюс» («Ангел Господень», 1857—1859, Музей Орсе), «Человек с мотыгой» (1863, частное собрание) основное внимание сосредоточено на изображении крестьян. Интересны последние картины художника «Уборка гречихи» (1868—1870; Бостон), «Стога: осень» (1874, Метрополитен-музей). Необычен пейзаж «Весна» (1868—1873; Музей Орсе).

## Добиньи

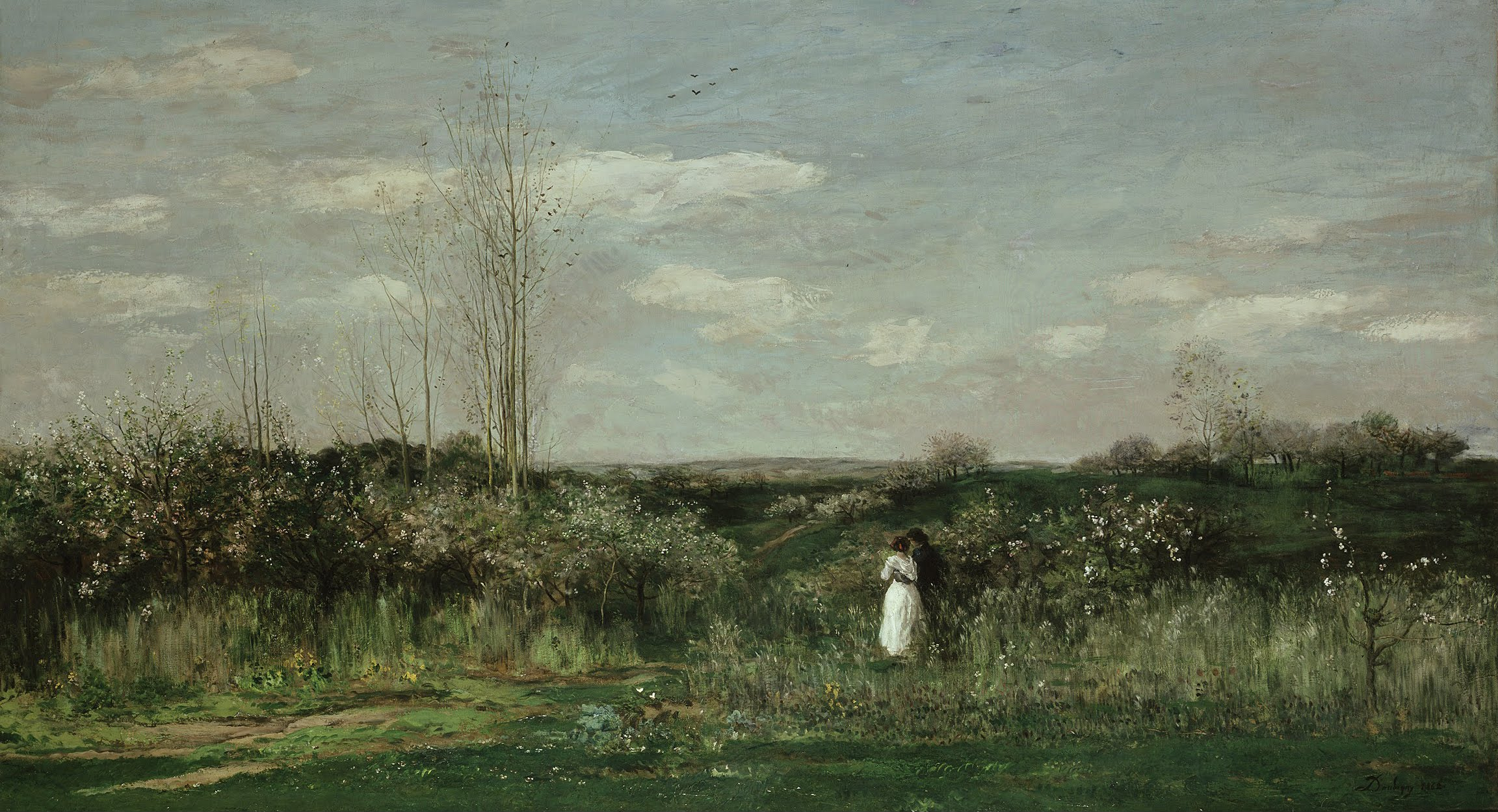
Ш.-Ф. Добиньи. Весенний пейзаж. 1862. Холст, масло. Старая национальная галерея, Берлин

Шарль-Франсуа Добиньи (1817—1878) начал своё творчество с поездки в Италию. Картина «Святой Иероним», показанная в Парижском салоне 1840 года, имела успех. В 40-х годах Добиньи иллюстрировал книги различных писателей Франции: Поля де Кока, Оноре де Бальзака, Виктора Гюго, Эжена Сю. К реалистическому пейзажу он пришёл в конце 1840-х годов, когда подружился с Камилем Коро. В отличие от других барбизонцев Добиньи больше внимание уделял свету, в этом он оказался ближе к импрессионистам. Им созданы пейзажи «Жатва» (1851; Музей Орсе), «Запруда в долине Оптево» (1855; Руан), «Большая долина Оптево» (1857; Музей Орсе). В конце 1850-х годов он осуществил свою давнюю мечту — построить лодку-мастерскую. Совершив на ней путешествие по рекам Франции, Добиньи создал многочисленные офорты и картины: «Берега реки Луэн» (1850-е; Эрмитаж), «Утро» (1858; ГМИИ), «Песчаный берег в Виллервиле» (1859; Марсель), «Деревня на берегу Уазы» (1868; ГМИИ), «Берег моря в Виллервиле» (1875; Эрмитаж).

## Другие барбизонцы

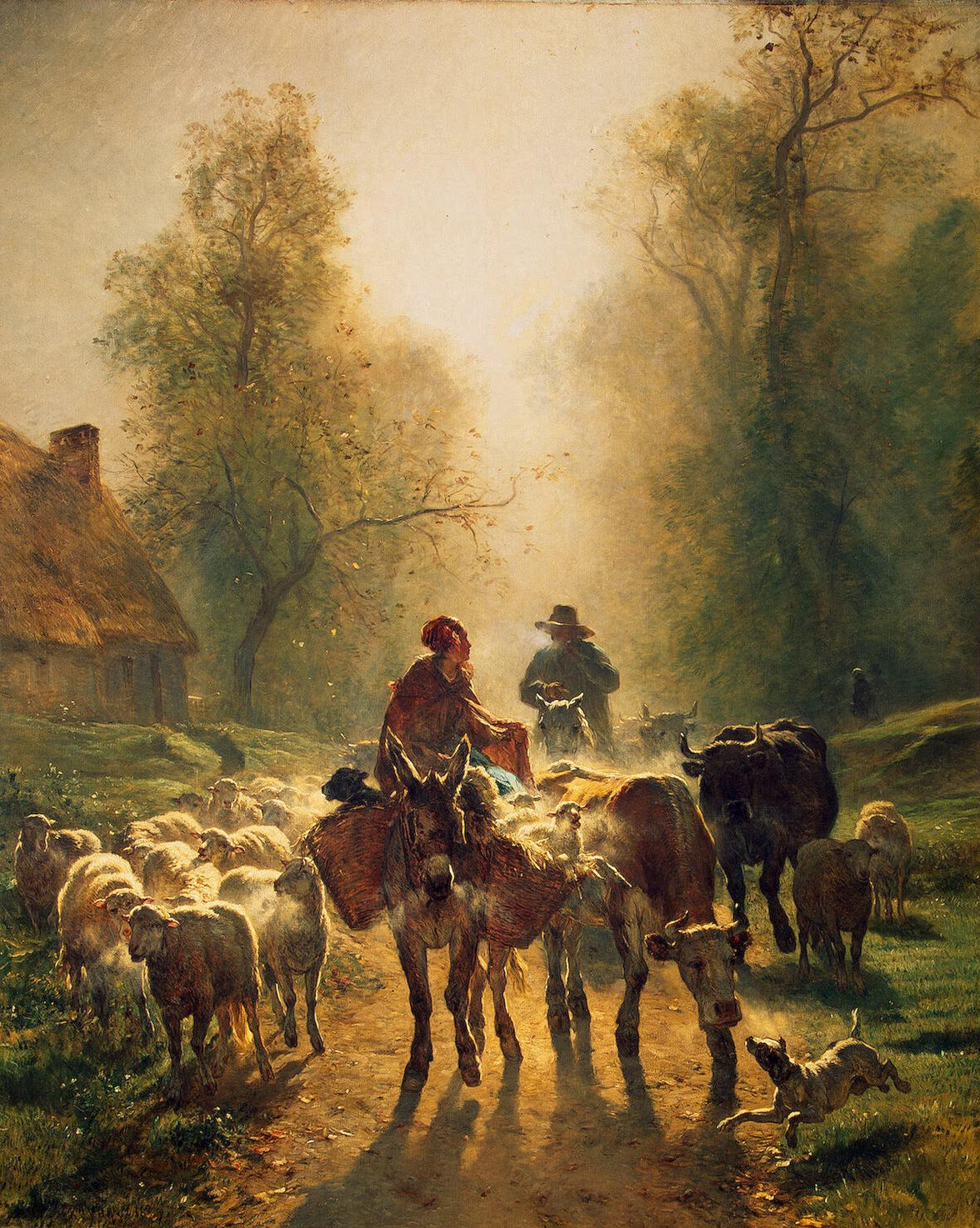
К. Тройон. Отправление на рынок. 1859. Холст, масло. Государственный Эрмитаж, Санкт-Петербург

Констан Тройон (1810—1865) дружил с Руссо и Дюпре. Однако после поездки в Голландию в 1847 году он увлекся творчеством Паулюса Поттера и перенёс внимание с пейзажа на изображение животных. Таковы картины: «Быки отправляются на пахоту. Утро» (1855; Лувр), «Отправление на рынок» (1859; Эрмитаж).
К кругу барбизонцев принадлежали Никола-Луи Каба (1812—1893), Анри Арпиньи (1819—1916), Исидор Даньян (1794—1873), Огюст Анастази (1820—1889), Адольф Аппиан (1819—1898), Эжен Сисери (1813—1890), Франсуа-Луи Франсе (1814—1897), Леон-Виктор Дюпре (1816—1879), Стаматис Вулгарис (1774—1842), Поль Труильбер (1829—1900) и другие, хотя точно очертить круг барбизонцев затруднительно.

## Барбизонцы и Россия
Значительное число картин барбизонцев находилось в коллекции графа Н. А. Кушелева-Безбородко, впоследствии они были переданы в Эрмитаж.
Произведения французских барбизонцев были в коллекции И. С. Тургенева (картины Руссо, два пейзажа Добиньи, два Диаса, «Хижины» Дюпре, «Заходящее солнце» Франсе и другие).
Русские художники Фёдор Васильев, Исаак Левитан, Алексей Саврасов также проявляли интерес к творчеству французских пейзажистов.
В. В. Стасов в своей работе «Искусство XIX века» высоко оценил барбизонцев за то, что они не выдумывали, не «сочиняли более пейзажей, а творили с натуры, ничего не аранжировали, ничего не украшали и не подслащали, а передавали истинные формы природы, природы отечественной, французской, а вместе истинные свои собственные душевные впечатления».